# Instituto de Altos Estudios Científicos

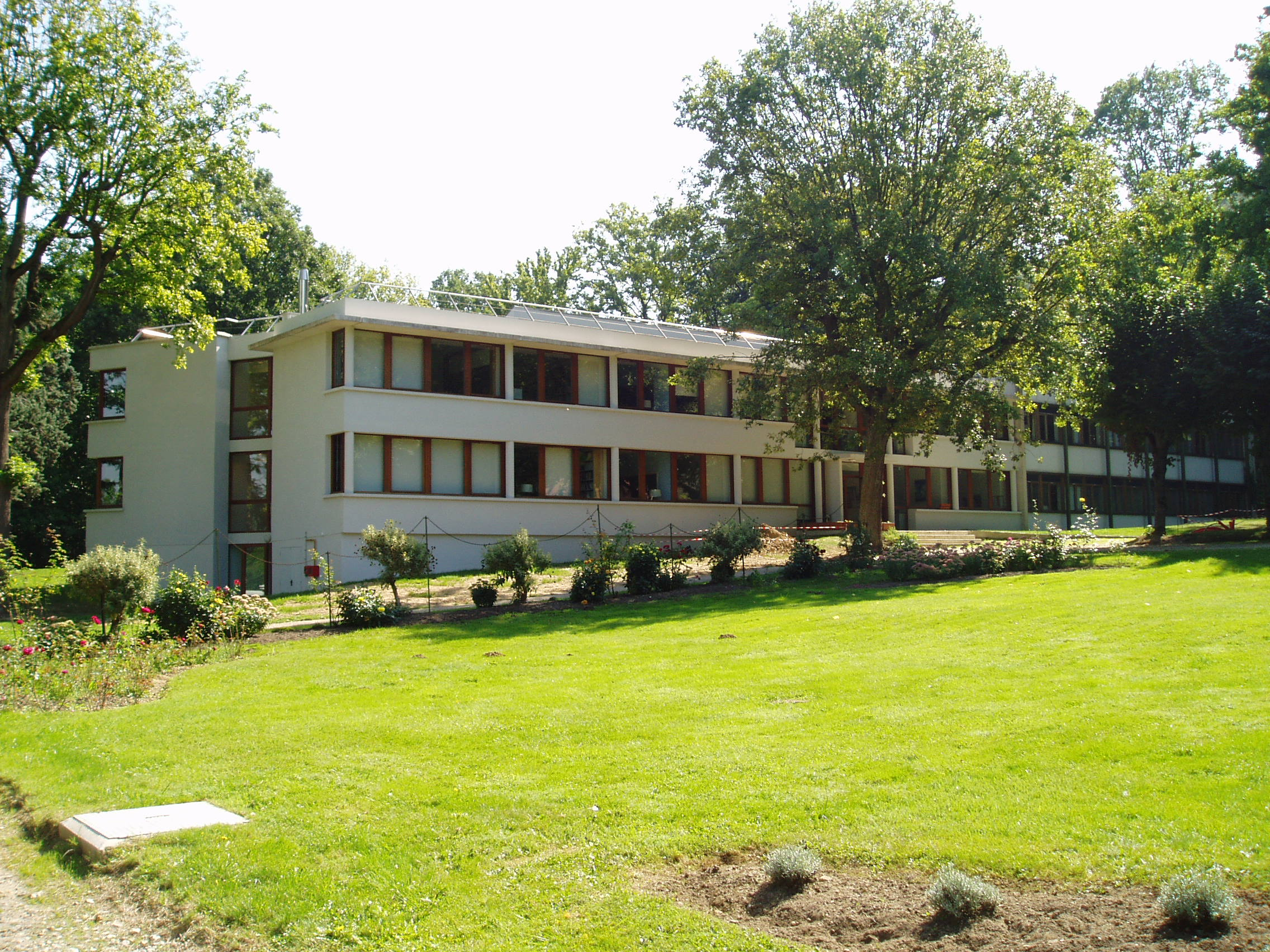
Edificio principal del IHES

El Instituto de Altos Estudios Científicos, también conocido como IHES por sus siglas en francés (Institut des Hautes Études Scientifiques) es un instituto francés que promueve investigaciones avanzadas en matemáticas y física teórica. Está situado en Bures-sur-Yvette, al sur de París. 
El IHES, fundado en 1958 por el empresario y matemático Léon Motchane con la ayuda de Robert Oppenheimer y Jean Dieudonné, intenta atraer a científicos punteros de sus campos de interés. Tiene unos pocos profesores permanentes, con plaza de por vida, e invita a unos 200 visitantes cada año, para trabajar durante 3 meses cada vez, aproximadamente. También dispone de unos cuantos visitantes a más largo plazo. Las investigaciones no se hacen por contrato, ni están dirigidas de algún modo: cada investigador tiene libertad de perseguir sus propias metas. Además, los profesores permanentes sólo deben permanecer en el instituto durante 6 meses al año.
Se dice que el diseño del IHES fue influido en parte por Robert Oppenheimer, que era entonces el director del Instituto de Estudios Avanzados de Princeton. La fuerte personalidad de Alexandre Grothendieck y el amplio impacto de sus revolucionarias teorías marcaron los primeros diez años del centro. René Thom fue otra figura prominente en su historia temprana. Dennis Sullivan es recordado por su especial talento para producir fructusos intercambios de ideas entre visitantes y profesores permanentes.
El IHES edita una prestigiosa revista matemática, Publications Mathématiques de l'IHÉS.
Los directores del IHES, en orden cronológico, fueron: Léon Motchane (1958–71), Nicolaas Kuiper (1971–85), Marcel Berger (1985–94), Jean-Pierre Bourguignon (1994–2013), Emmanuel Ullmo (actualmente en el cargo).
La lista de los matemáticos más reconocidos que son o fueron profesores permanentes en el IHES incluye a Alexandre Grothendieck, Jean Bourgain, Alain Connes, Pierre Deligne, René Thom, Pierre Cartier, Mijaíl Grómov, Maxim Kontsevich, y Laurent Lafforgue. Varios de ellos son ganadores de la Medalla Fields.